# Ун-Няръёган
Ун-Няръёган (устар. Ун-Няр-Юган) — река в Шурышкарском районе Ямало-Ненецкого АО. Образована слиянием рек Ямса-Нярсоим справа и Ун-Нярсоим слева, устье находится в 11 км по правому берегу реки Няръёган. Длина составляет 11 км.

## Данные водного реестра
По данным государственного водного реестра России относится к Нижнеобскому бассейновому округу, водохозяйственный участок реки — Обь от впадения реки Северная Сосьва до города Салехард, речной подбассейн реки — бассейны притоков Оби ниже впадения Северной Сосьвы. Речной бассейн реки — (Нижняя) Обь от впадения Иртыша.
Код объекта в государственном водном реестре — 15020300112115300030404.